# Operainitiativet
Operainitiativet är en ideell förening som grundades 2008. Föreningens huvudsakliga syfte är att verka för en ny nationalscen i Sverige för opera, balett och annan scenkonst.
Operainitiativet arbetar för en ny operabyggnad i Stockholm, utan att förlora den gamla. Operainitiativets alternativa förslag till nybyggnad är ombyggnad av det gamla operahuset vid Gustav Adolfs torg, och 2013 utlovade Regeringen Reinfeldt två miljarder kronor till  att bygga om Kungliga Operan i Stockholm - istället för att bygga ett nytt operahus. Statens fastighetsverk fick i uppdrag att tillsammans med Operan ta fram en plan som skulle redovisas under 2014.